# Fachwerkhaus Kurfürstenstraße 13

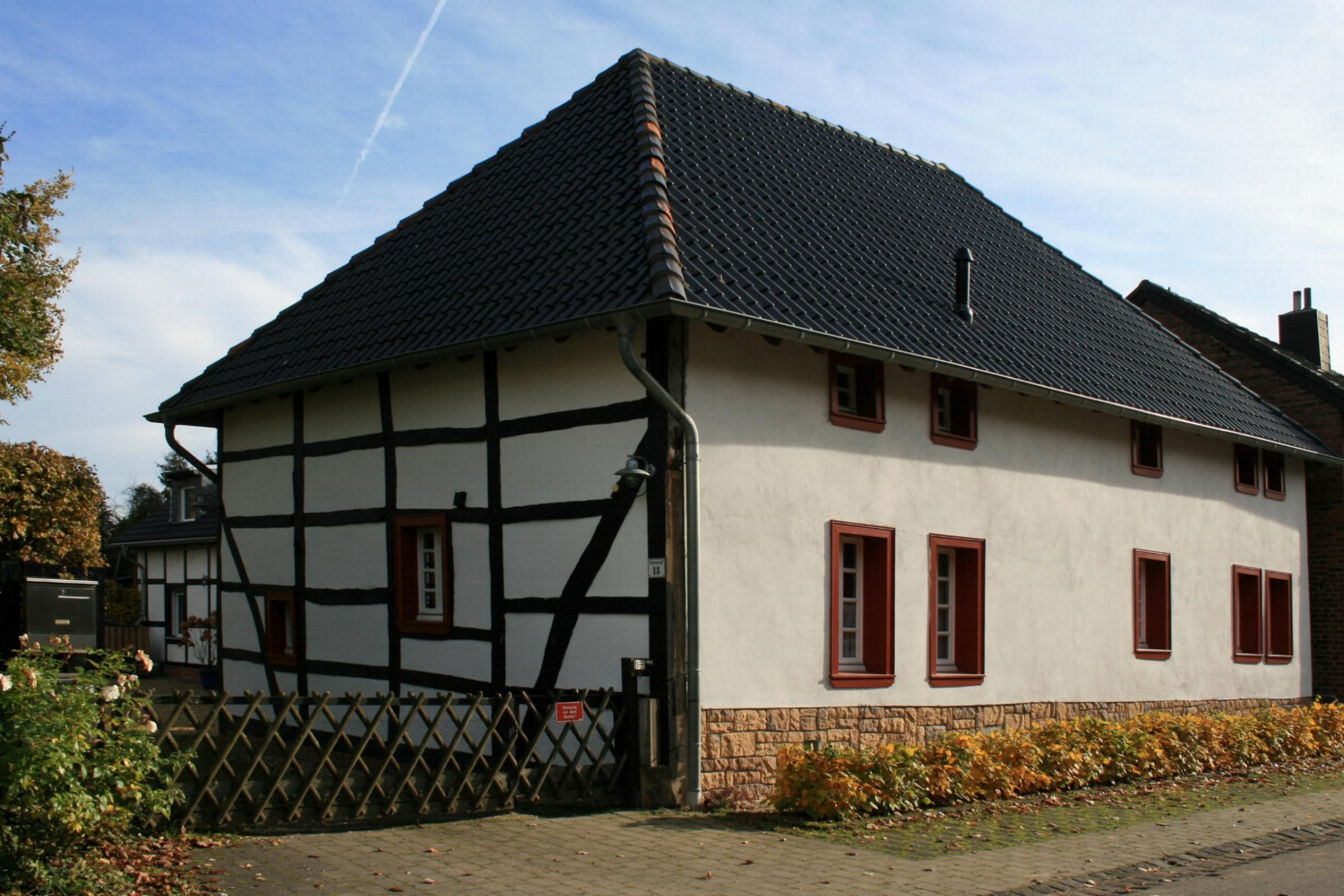
Das Wohnhaus

Das Fachwerkhaus Kurfürstenstraße 13 steht in Eggersheim, einem Ortsteil der Gemeinde Nörvenich im Kreis Düren, Nordrhein-Westfalen.
Das traufständige Fachwerkhaus wurde im 17. Jahrhundert erbaut. Es hat 1½ Geschosse. Die Traufseite ist mit Eternitplatten verkleidet. Die Geschossbauweise mit großen gebogenen Streben hat liegende Gefache. Die Fenster sind teilweise in der Originalgröße erhalten. Die Ankerbalken sind durchgezapft. An der Hofseite befindet sich der Eingang mit originaler querverbretterter, genagelter Tür und kleinem Oberlicht. Das Fachwerkhaus hat ein Walmdach.
Das Haus wurde am 8. März 1985 in die Denkmalliste der Gemeinde Nörvenich unter Nr. 11 eingetragen.
Koordinaten: 50° 47′ 9,3″ N, 6° 38′ 13,2″ O